# Joseph Karl von Lilien
Freiherr Joseph Karl von Lilien (* 9. Juli 1743 in Nürnberg; † 27. Februar 1810 in Wien) war kaiserlicher General der Kavallerie sowie k.k. Kämmerer und Geheimer Rat.

## Herkunft
Seine Eltern waren der Generalintendanten der Reichspost und  Geheime Rat Freiherrn Franz Michael von Lilien und dessen Ehefrau die Freiin Christina Ludovika von Schack († 1746). Sein jüngerer Bruder Friedrich († 26. August 1831) wurde Feldmarschall-Lieutenant. Sein älterer Bruder Alexander (1742–1818) wurde Generalintendant der Reichs- und Niederländischen Post.

## Leben
Er war 1762 aggregierter Hauptmann beim Dragonerregiment Savoyen und wurde in das Korps des FML Freiherrn von Beck kommandiert. Dort zeichnete er sich mehrfach aus. Am 31. Juli konnte er erfolgreich eine preußische Husaren Eskadron bei Rauden überfallen. Am 16. August 1762 konnte er sich bei der Besetzung der Kleutscher Höhen in der Schlacht bei Reichenbach auszeichnen, dabei wurde ihm sein Pferd erschossen.
Nach dem Krieg wurde er am 28. Februar 1767 er zum Major befördert. Durch die kaiserliche Entschließung vom 20. April 1771 wurde er zum Oberstleutnant und zum Kommandeur des Regiments Savoyen ernannt. Er blieb in dieser Stellung, bis er am 1. Mai 1773 zum Oberst befördert und als Kommandeur in das Dragonerregiments Nr. 9 (St. Ignon) versetzt wurde. 1777 wechselte er als Kommandeur in das Kürassierregiment (Erzherzog Marimilian). Im Bairischen Erbfolgekrieg stand er ohne Feindberührung bei der Hauptarmee. 1783 wurde er dann zum Generalmajor ernannt und 1785 zum 2. Inhaber des Dragonerregiments Nr. 9 (Erzherzog Joseph) ernannt.
Mit Ausbruch des 8. Türkenkrieges erhielt er im Jahr 1788  eine Brigade und kam im August nach Lugos. Danach operierte er mit 2 Bataillonen und 3 Eskadron bei Pancsova.
Während des Feldzuges von 1789 befand er sich gleichfalls bei der Hauptarmee als Führer einer Brigade aus dem Kürassierregimenter Zeschwitz und dem Dragonerregiment Erzherzog Joseph. Damit kämpfte er bei der Belagerung von Belgrad. Im Jahr 1790 wurde er dann zum Feldmarschall-Lieutenant ernannt und kämpfte im ersten Koalitionskrieg.
Er war dann ab 1796 Verpflegungsinspekteur bei der Rheinarmee. 1797 wurde er kaiserlich-königlicher und Reichs-General Kriegskommissar. Am 1. März 1801 mit Rang vom 22. Februar 1801 wurde er dann noch zum General der Kavallerie ernannt. Lilien starb am 27. Februar 1810 in Wien.
Lillien heiratete 1767 Antonie von Overy. Die Ehe war kinderlos.